# Département de Fredericksburg
Le département de Fredericksburg est un commandement de l'armée confédérée dont l'existence ne dure que quelques mois (du 22 avril au 22 octobre 1861) au début de la guerre de Sécession avant de devenir un district.

## Historique
Le département de Fredericksburg est créé le 22 avril 1861 en tant que qu'unité militaire administrative confédérée. Son étendue géographique s'étend de l'embouchure du fleuve Potomac et la rivière Powell. Ses quartiers généraux sont installés à Fredericksburg.
Il est appelé au début la « ligne du Potomac » (Potomac Line) et comprend les troupes localisées aux alentours de Fredericksburg qui contrôle le fleuve Potomac à partir de Mount Vernon jusqu'à la rivière Rappahannock.
Le colonel Ruggles fait face à des difficultés d'équipement de son département et s'en plaint auprès de l'adjudant général des forces de Virginie, notamment en ce qui concerne l'artillerie : « [L'artillerie de Purcell] n'est pas prête pour aller sur le terrain, ayant un déficit d'hommes et de matériels ». Le 31 mai 1861, quatre navires de l'Union font une tentative d'approche de l'embouchure de l'Aquia Creek. L'artillerie confédérée parvient à les repousser dans l'après-midi après avoir endommagé l'un des navires de l'Union. C'est le premier engagement naval de la guerre.
Le dernier jour de son commandement, le colonel Ruggles transfère les quartiers généraux à Brooke's Station. Ruggles reste néanmoins au sein du département  en tant que subordonné du brigadier général Holmes. Le 6 juin, le commandement des forces militaires est transféré du gouverneur de Virginie vers les autorités de la armée des États confédérés.
Le 27 juin 1861, un nouveau combat survient dans le département : la bataille de Mathias Point (en) où les forces confédérées repoussent un débarquement commandé par James H. Ward. À la suite de cet engagement, les confédérés construisent d'importants ouvrages à Matthias Point.
Au cours des mois de juin et juillet, les généraux Holmes, Robert Lee et P. G. T. Beauregard se concertent sur la meilleure façon de défendre le fleuve Potomac et le nord de la Virginie. Bien qu'en désaccord avec Lee, Holmes exécute les ordres qu'il reçoit. Holmes cherche à appliquer une stratégie défensive au niveau local et est opposé à l'envoi d'une partie de ses troupes pour renforcer les forces d'un autre général.

### Commandants

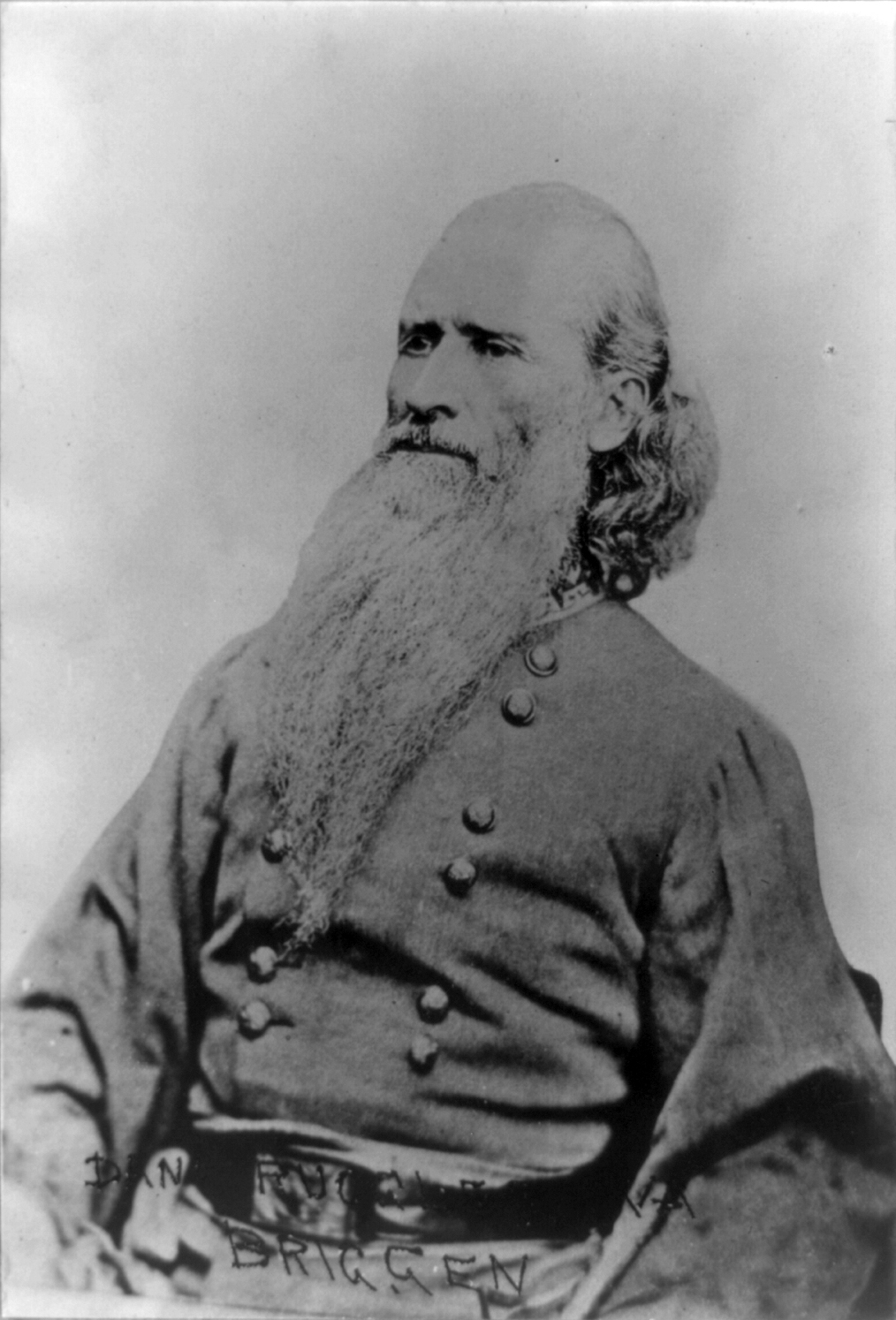
Daniel Ruggles
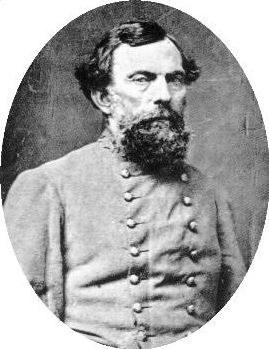
Theophilus H. Holmes
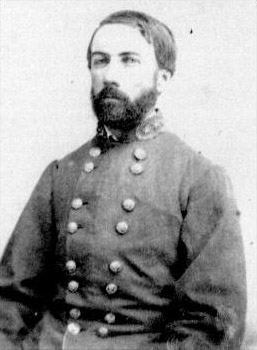
Daniel Harvey Hill

- Colonel Daniel Ruggles - 22 avril - 5 juin 1861
- Brigadier général Theophilus H. Holmes - 6 juin - 17 juillet 1861[10]
- Brigadier général Daniel Harvey Hill - 17 juillet 1861 - 22 octobre 1861[10]